# Paul Molitor
Paul Leo Molitor (nació el 22 de agosto de 1956 en Saint Paul, Minnesota) es un exjugador de béisbol de Estados Unidos que actuó en las Grandes Ligas como bateador designado e infilder. Durante su carrera de 21 años jugó para los Milwaukee Brewers (1978-92), Toronto Blue Jays (1993-95) y Minnesota Twins (1996-98). En el 2004 fue seleccionado para formar parte del Salón de la Fama (Hall of Fame) en su primer año de elegibilidad.

## Carrera

### Universidad y las Ligas Menores
Luego de graduarse en Cretin-Derham Hall High School, fue seleccionado, en la vuelta 28 del draft de agentes libres de 1974, como lanzador por los St. Louis Cardinals, pero optó por ingresar en la Universidad de Minnesota. Fue durante tres años jugador de los Golden Gophers, ganando todos los honores como shortstop en sus años de universitario. Posteriormente sería el tercer seleccionado en el draft de agentes libres de 1978 por los Milwaukee Brewers. Firmó con los Brewers y comenzó su carrera profesional en Iowa, jugando para el equipo de clase A Burlington Bees.

### Milwaukee Brewers
Molitor jugó en distintas posiciones durante su carrera. Comenzó como shortstop en los Brewers y luego fue movido a la segunda base, cuando Robin Yount regresó luego de su breve retiro. Posteriormente Molitor fue desplazado a la tercera base a la edad de 25 años. Durante los últimos años de su carrera fue utilizado principalmente como bateador designado, con algunas apariciones ocasionales como primera base. Molitor jugó el 44% de sus partidos en las Grandes Ligas como bateador designado.
Molitor fue parte del joven equipo de los Milwaukee Brewers que perdió la Serie Mundial de 1982 en siete partidos contra los St. Louis Cardilnals. Molitor promedió para.355 durante la serie, en el primer juego, conectó 5 hits estableciendo un récord para Series Mundiales. Durante la temporada de 1982 bateó para.302 y lideró la Liga Americana en carreras anotadas con 136. Molitor también atrajo la atención de todos los medios al lograr 39 juegos consecutivos bateando de hit, racha que terminó con Molitor en el círculo de espera cuando Rick Manning conectó un hit para decidir el partido contra los Cleveland Indians el 26 de agosto de 1987. Los fanáticos abuchearon a Manning por traer la carrera del triunfo y privar a Molitor de una última oportunidad para arribar a los 40 partidos consecutivos con al menos un hit. La racha continúa siendo la quinta mayor de todos los tiempos en la historia del béisbol moderno de las Grandes Ligas, siendo la mayor desde la lograda por Pete Rose de 44 partidos en 1978. Molitor quiso continuar con Milwaukee en 1992 cuando pasó a ser agente libre, pero la franquicia le ofreció un contrato de un año por $900,000 mientras los Toronto Blue Jays le ofrecía un trato por 3 años y $13 millones, provocando que Molitor firmara por los Blue Jays, poseedores el título de la Serie Mundial en ese momento.

### Toronto Blue Jays
Molitor rápidamente se convirtió en un pilar ofensivo y fue protagonista del segundo título de Serie Mundial conseguido por Toronto, Molitor fue galardonado como el MVP de la Serie Mundial igualando el récord de bateo al promediar para.500 (12-24). En 1993 Molitor lideró la Liga Americana en comparecencias con 675 y hits con 211.
En 1994, temporada acortada por una huelga de jugadores, Molitor lideró la Liga Americana en juegos jugados (115) y sencillos (107). Además, robó 20 bases sin ser capturado quedándose a una del record de Grandes Ligas en poder de Kevin McReynolds desde 1988.

### Minnesota Twins
Molitor dejó los Blue Jays después de la temporada de 1995 y se unió al equipo de su ciudad natal, los Minnesota Twins, las tres últimas temporadas de su carrera, donde alcanzó la marca de 3,000 hits. Es el único jugador de la historia que ha logrado arribar a los 3,000 hits conectando un triple. Molitor acarició la oportunidad de jugar con la gran estrella de los Twins, Kirby Puckett, pero Puckett se vio forazado a abandonar el equipo durante el entrenamiento de primavera cuando desarrolló un glaucoma que le imposibilitó volver a jugar. En 1996, Molitor se convirtió en el segundo jugador de 40 años en lograr una temporada de 200 hits, liderando la Liga con 225, siendo líder también en sencillos con 167. Molitor se mantiene como el último jugador de Grandes Ligas en anotar 100 o más carreras bateando menos de 10 jonrones (9HR, 113 RBIs). Luego de su retiro como jugador, Molitor se quedó con los Twins como entrenador por tres temporadas, siendo considerado el candidato principal para sustituir al director del equipo Tom Kelly luego de su retiro en el 2001, pero declinó la oferta.

## Trayectoria en Grandes Ligas
Las estadísticas de Molitor de por vida en Grandes Ligas incluyen 2683 juegos, 1782 carreras anotadas, 3319 hits, 234 jonrones, 1307 carreras impulsadas, .306 de average de bateo y 504 bases robadas. Los 3319 hits que consiguió lo ubican en el 9 puesto de todos los tiempos, además, promedió para .368 en 5 series de postemporada y fue seleccionado para el todos estrellas (all-star) en siete ocasiones. Molitor consiguió estas estadísticas a pesar de haber dejado de participar en cerca de 500 partidos debido a varias lesiones.
El 11 de junio de 1999, los Brewers retiraron el uniforme con el número 4 de Molitor. Durante la ceremonia en el Milwaukee County Stadium, Molitor anunció que si era seleccionado para el Salón de la Fama lo haría como parte de los Brewers. El 6 de enero de 2004, fue seleccionado para el Salón de la Fama en su primer año de elegibilidad, con el 85.2% de los votos. Cumpliendo con sus palabras, se unió a Robin Yount, como los únicos integrantes del Salón de la Fama que pintaron sus placas como jugadores de los Brewers. En el momento de su elección, Molitor era entrenador de bateo de los Seattle Mariners.
En 1999, Molitor se ubicó en el puesto 99 de la lista de Sporting News de los 100 Mejor Jugadores de Béisbol. Igualmente, fue seleccionado para el Salón de la Fama de los Wisconsin Athletic en 1999.
Molitor es uno de los cuatro jugadores de la historia de Grandes Ligas en poseer al menos 3000 hits, .300 de average ofensivo y 500 bases robadas. Los otros tres son Ty Cobb, Honus Wagner y Eddie Collins ninguno de los cuales jugó luego de 1930. Molitor es el único jugador que acompañó esos números y conectó al menos 200 jonrones. Molitor es además, el primer jugador de la historia de Grandes Ligas en batear al menos dos jonrones, dos dobles y dos triples en una Serie (1993).